# Cinderella (canción)
«Cinderella» es el primer sencillo de la banda sonora The Cheetah Girls, de la película homónima.

## Sencillo
Fue lanzado oficialmente el 12 de agosto de 2003. La canción fue escrita por Lindy Robins y Kevin Savigar.

### Lista de canciones
1. «Cinderella»

## Video musical
No se rodó un vídeo ya que se utilizó el de la película The Cheetah Girls, para promover ésta.

## Trivia
- La canción fue originalmente creada por i5, luego Play, The Cheetah Girls, Tata Young y S.H.E. hicieron su propio cover.
- Esta canción fue galardonada en Radio Disney como Canción del Año en el 2003.